# Jan Gwalbert Olszewski
Jan Gwalbert Olszewski (ur. 30 czerwca 1873 w Będzinie, zm. 12 czerwca 1943 w Warszawie) – polski artysta malarz, rysownik i pedagog; przedstawiciel malarstwa realistycznego, szczególnie ceniony jako akwarelista–ilustrator.

## Życiorys
Urodził się 30 czerwca 1873 w Będzinie, w rodzinie Michała i Marii z Witanowskich. Po ukończeniu szkoły realnej i warszawskiej Szkoły Rysunkowej Wojciecha Gersona studiował w latach 1894–1897 na Akademii Sztuk Pięknych w Petersburgu, gdzie uzyskał dyplom nauczyciela potwierdzony przez Ministerstwo Wyznań Religijnych i Oświecenia Publicznego. Po powrocie do kraju na stałe związał się z Warszawą. 30 października 1902 ożenił się z Jadwigą Szteyner. Od 1912 roku został członkiem Towarzystwa Zachęty Sztuk Pięknych. W latach 1918–1936 był nauczycielem rysunku w Gimnazjum im. Stefana Batorego w Warszawie. Kolekcjonował dzieła sztuki, głównie obrazy i rysunki współczesnych artystów polskich.
Zmarł 12 czerwca 1943 w Warszawie. Pochowany na cmentarzu Powązkowskim (kwatera 195-6-21).

## Twórczość malarska oraz ilustratorska
Malarstwo Jana Gwalberta Olszewskiego charakteryzowała solidność i rzetelność warsztatowa; był świetnym realistą i równocześnie dobrym kolorystą. Malował portrety, sceny rodzajowe i pejzaże. Podróżując po kraju utrwalał w rysunku i akwareli zabytki architektury oraz pamiątki historyczne; Swoje impresje malarskie zamieszczał na łamach m.in. „Wędrowca”, „Biesiady Literackiej”, „Tygodnika Polskiego” (wyd. w Warszawie w latach 1898–1905) i Wisły; jest autorem ilustracji do książek Michała Rawity-Witanowskiego: Dawny powiat chęciński, Kłodawa i jej okolice pod względem historyczno-ludoznawczym oraz Wielkopolskie miasto Koło : jego przeszłość i pamiątki. Plenerowe rysunki zabytków i pamiątek historycznych opublikował Olszewski w albumach: Brzegiem Wisły (Warszawa 1901) i Miłośnikom pamiątek (Warszawa-Kraków 1905). Wystawiał obrazy w Salonie Aleksandra Krywulta (w latach 1895, 1896, 1898, 1900, 1903, 1904) i w Zachęcie (w latach 1901–1935). Z ważniejszych prac malarskich Jana Gwalberta Olszewskiego: Przy fortepianie, Na odpuście, Zadumana, Na targ, Modre oczy, Studium.

## Ordery i odznaczenia[3]
- Złoty Krzyż Zasługi
- Medal Dziesięciolecia Odzyskanej Niepodległości
- Srebrny Medal za Długoletnią Służbę

## Galeria wybranych rysunków i akwarel

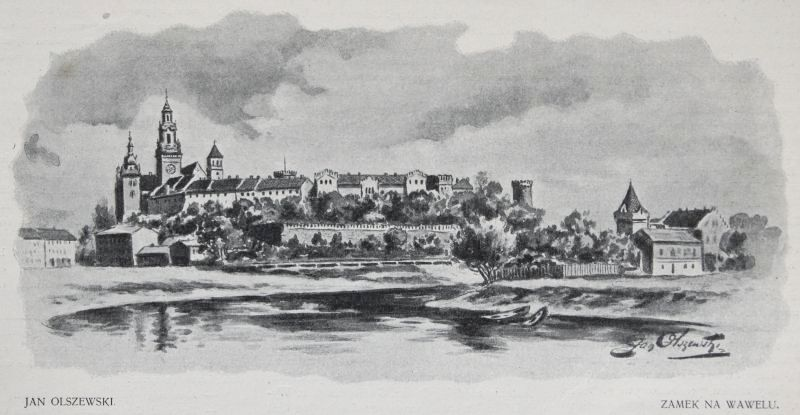
Zamek na Wawelu, 1905
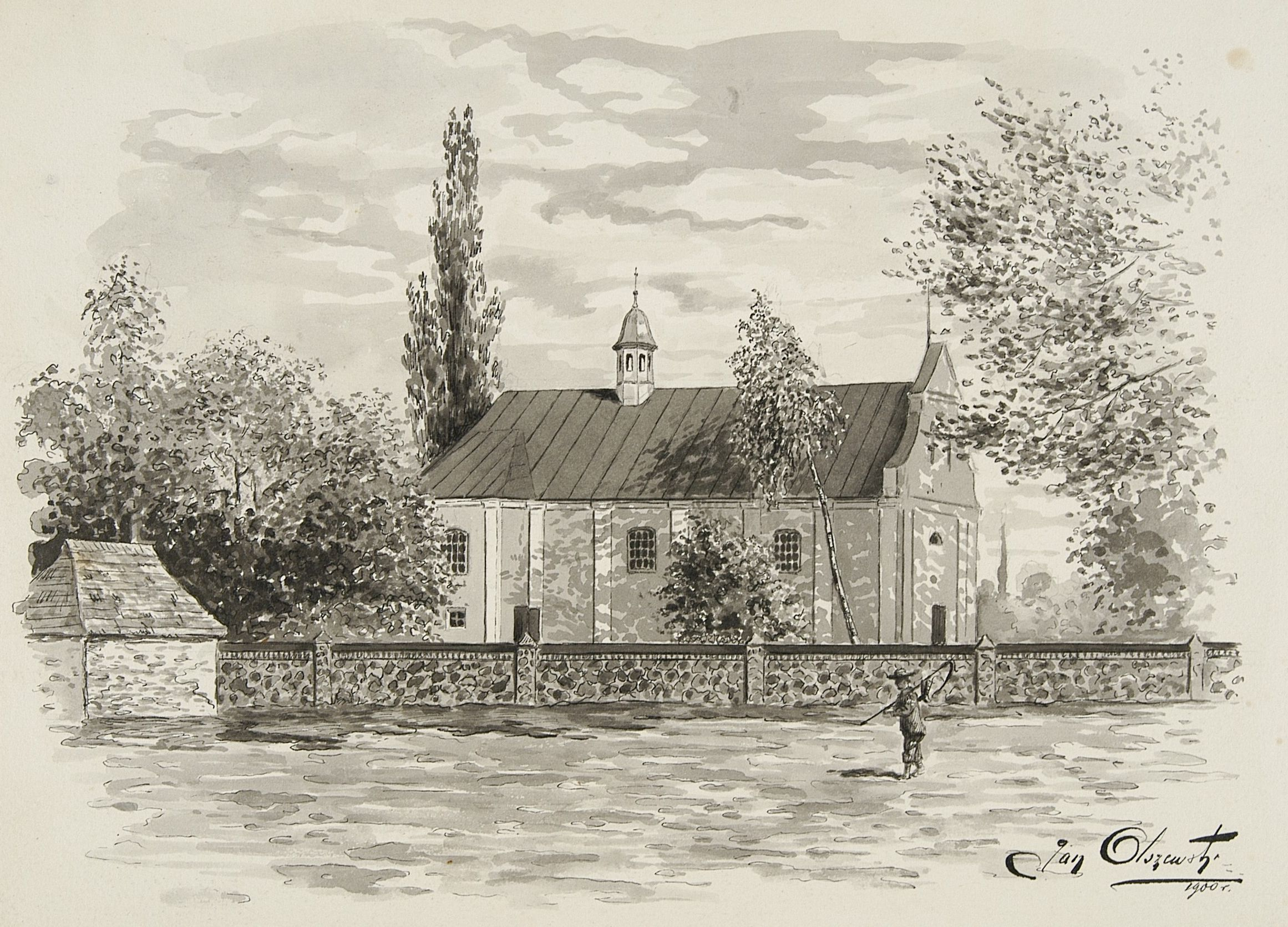
Kościół parafialny w Wierzbnie, 1900
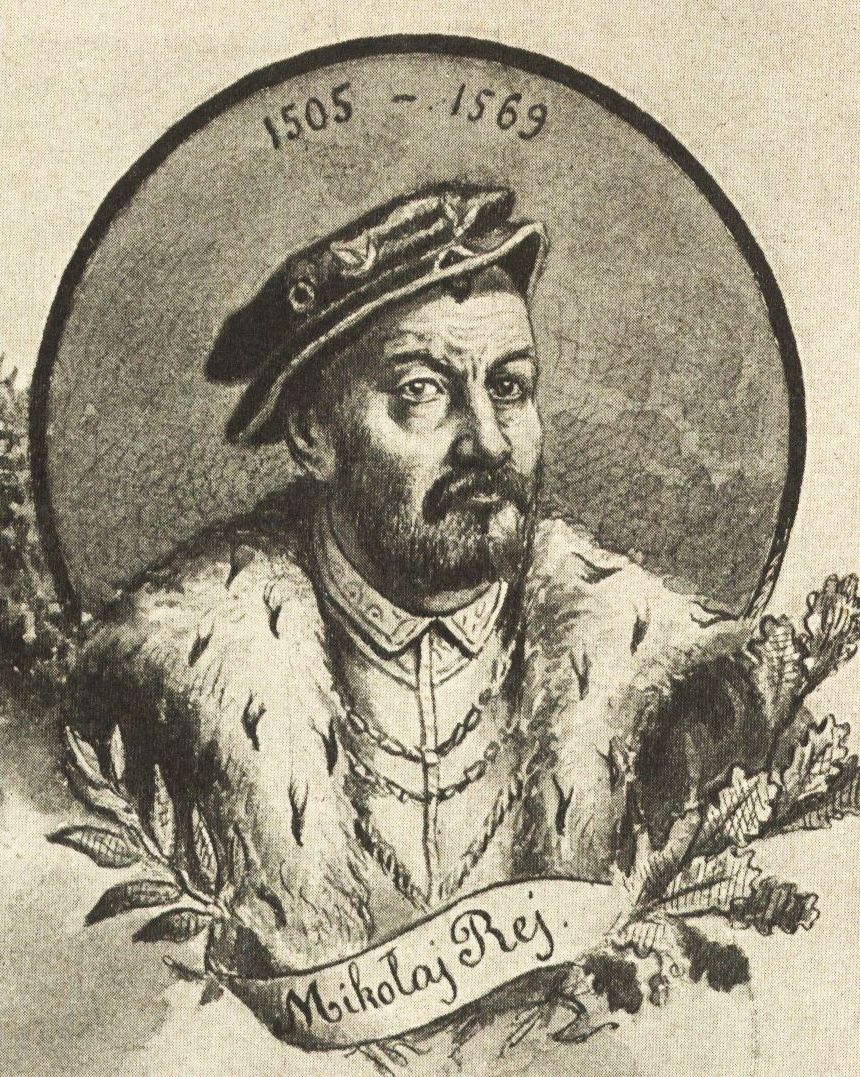
Portret Mikołaja Reja, 1905
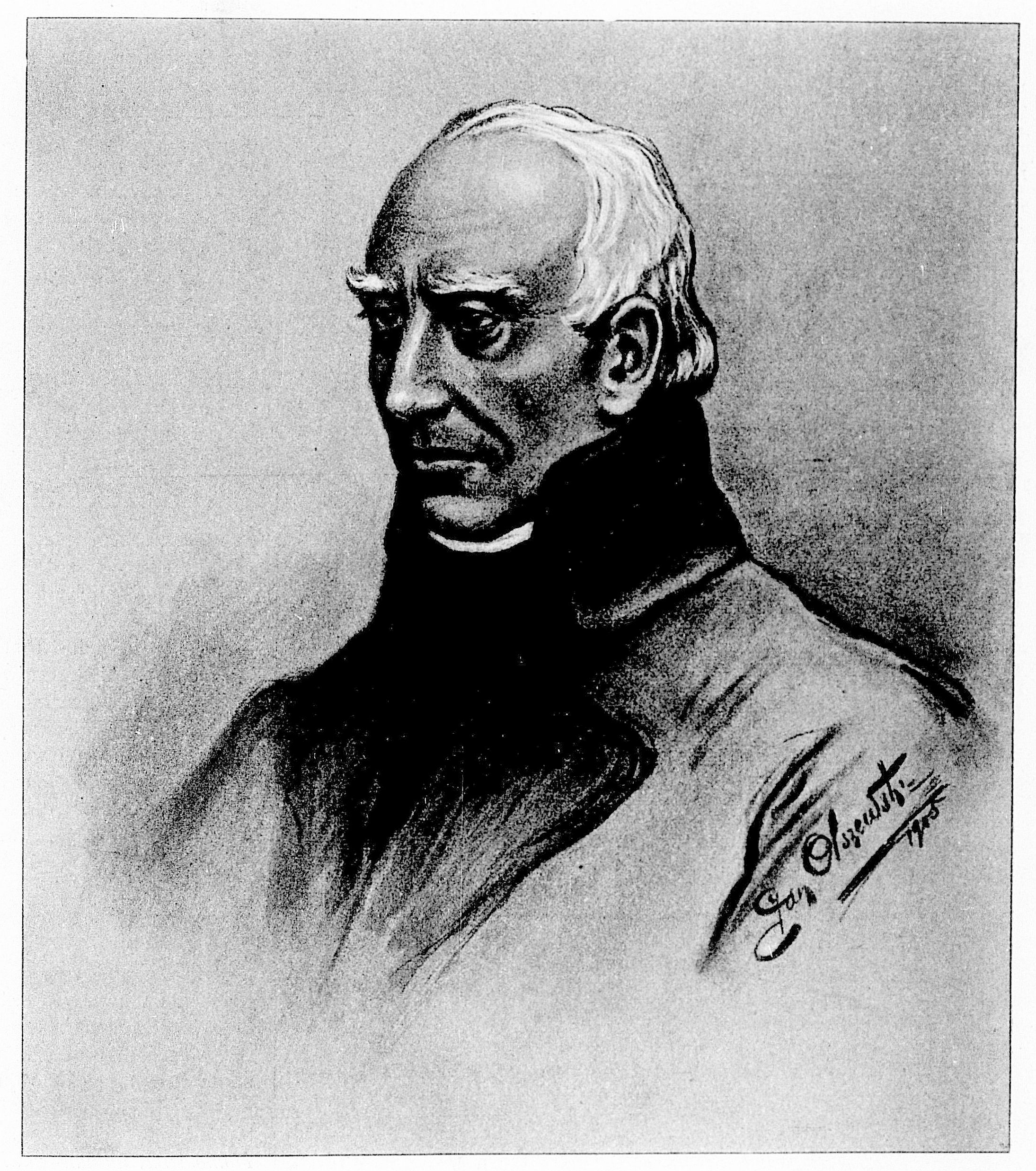
Portret Stanisława Staszica, 1905
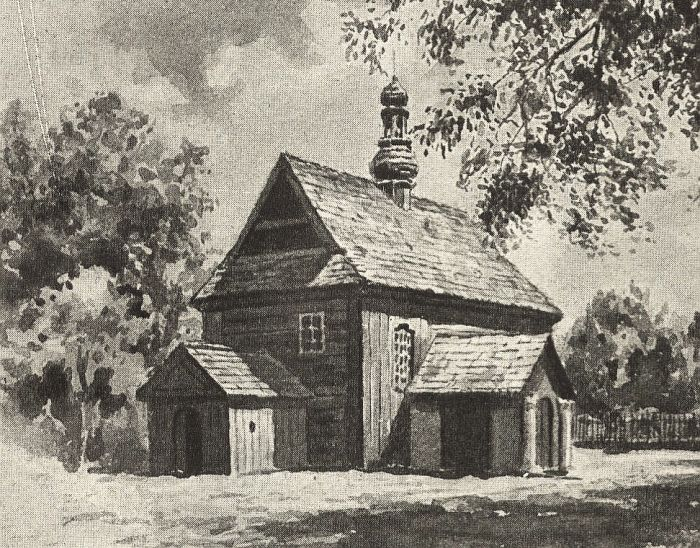
Kościół w Nagłowicach, 1905
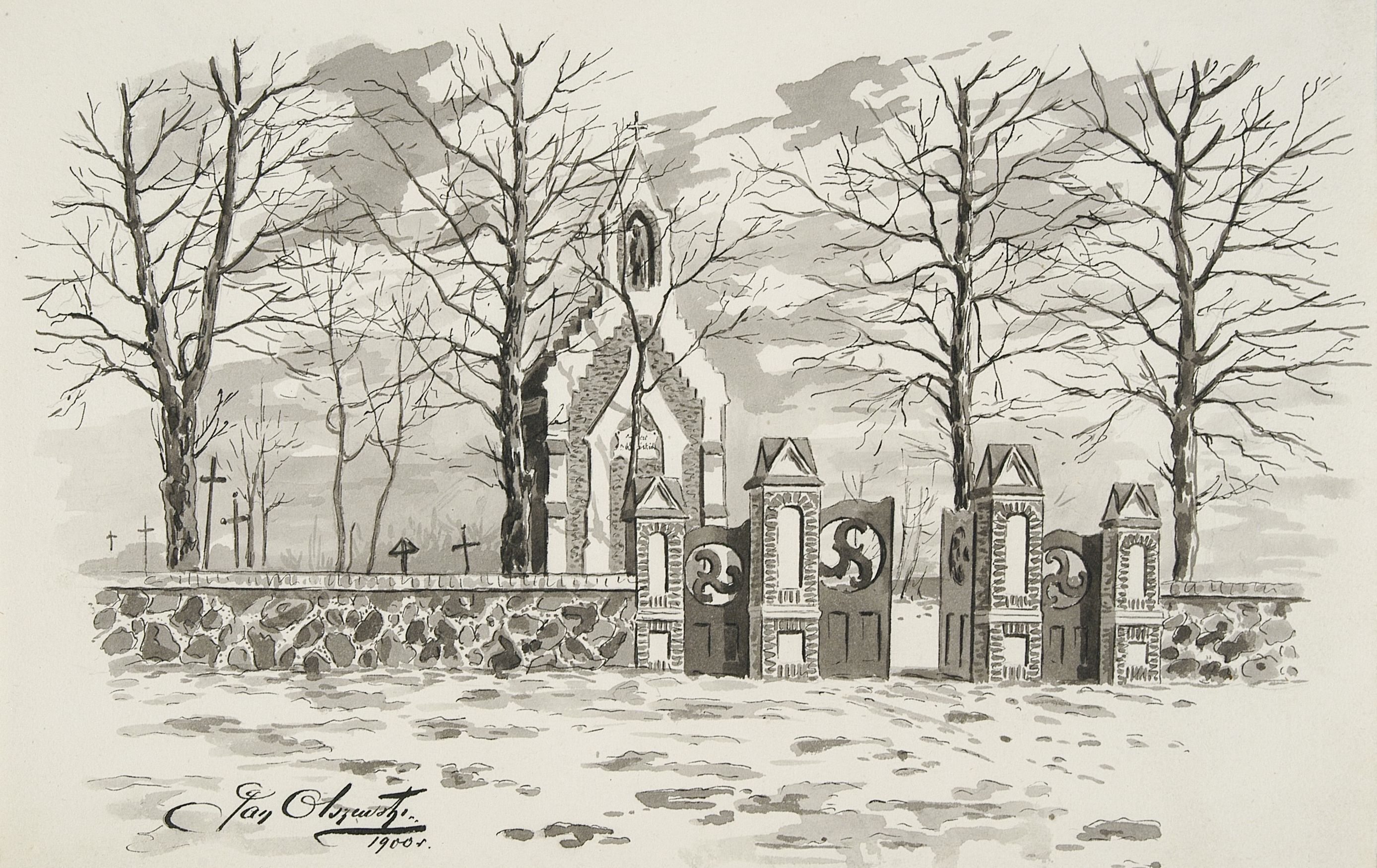
Kaplica w Starej Wsi, 1900
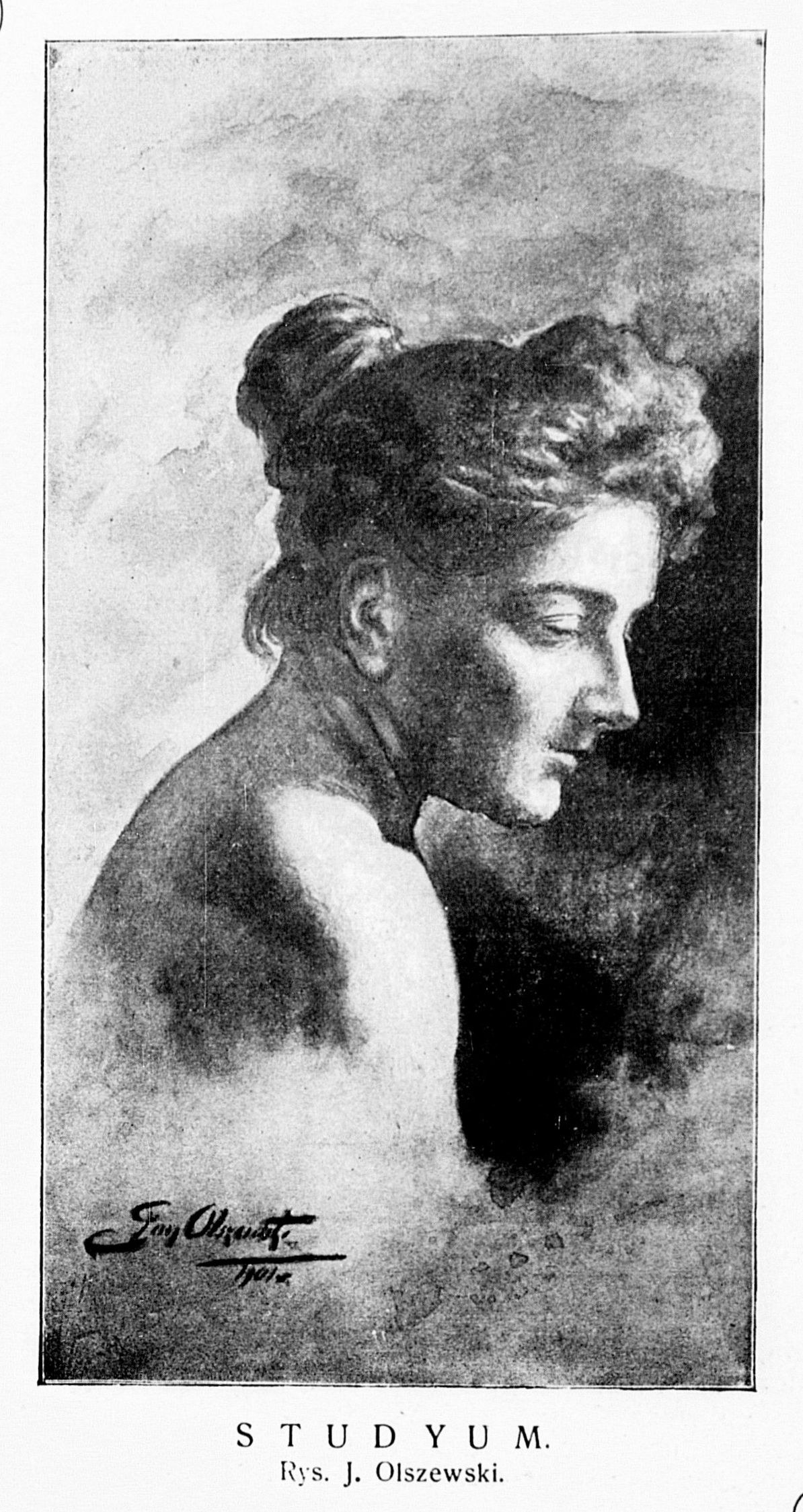
Studium, 1905